# 埃莉萨·波拿巴
玛丽亚·安娜·埃莉萨·波拿巴·巴西奥克希，托斯卡納女大公（Maria Anna Elisa Bonaparte Baciocchi, Grand Duchess of Tuscany，1777年1月13日—1820年8月7日），法国皇帝拿破仑一世的妹妹。卡洛·波拿巴和他的妻子瑪麗亞·萊蒂西亞·拉莫利諾之女。1797年5月与科西嘉贵族巴西奥克希（费利克斯·巴希奥奇，Felix Baciocchi）结婚，1805年3月19日，拿破仑授予她卢卡和皮翁比诺（Lucca and Piombino）公主称号。1809年3月3日他给予托斯卡尼女大公荣誉称号，1814年2月1日托斯卡尼大公費迪南多三世恢复王位，她在退隐度过晚年生活，卒于的里雅斯特（Trieste）。

## 家族
她1797年5月1日嫁于帕斯夸莱·巴希奥奇（Pasquale Baciocchi），一个科西嘉贵族，有四个孩子：
- Felix Napoléon Baciocchi（1798年 - 1799年）。
- Elisa Napoléone Baciocchi（1806年 - 1869年）。她与Philippe, Comte Camerata-Passioneï de Mazzoleni结为夫妇。
- Jérôme Charles Baciocchi（1810年 - 1811年）。
- Frédéric Napoléon Baciocchi（1813年 - 1833年）。

| 前任： 新頭銜       | 卢卡公主 1805年-1814年     | 繼任： 伊特鲁里亚女王和卢卡女大公玛丽亚·路易莎 |
| 前任： 安东尼奥一世 | 皮翁比诺公主 1805年-1808年 | 繼任： 帕斯夸莱·巴希奥奇                       |